# シムカ・1100
シムカ・1100はクライスラーのフランス子会社・「クライスラー・フランス」(旧シムカ)が1967年から1982年まで生産していた小型大衆車である。

## 概要
開発は「プロジェクト928」として1962年にスタート。当時のシムカはまだクライスラーに乗っ取られる前年で、技術的には50%の株式を持つ親会社・フィアットの影響下にあった。フィアットの主任技術者・ダンテ・ジアコーサは当時、リアエンジンから前輪駆動へとその設計思想を大転換させていた時期にあり、かつフランス国内での市場調査では多用途性に優れる前輪駆動車を求める声が強かった。
この状況の中、シムカのエンジニア、Philippe GrundelerとCharles Scalesは、ジアコーサが一足先の1964年に開発した、アウトビアンキ・プリムラと同じ、エンジンとトランスミッションを前軸付近に直列で横置きする、いわゆるジアコーサ方式の前輪駆動を採用、ボディはルノーが4、16で既に採用していたハッチバックスタイルを採用した。1963年にフィアットに代わってシムカを傘下に収めたクライスラーもこのプロジェクトを承認、フロントサスペンションにクライスラー流のトーションバー・スプリングを用いた以外、フィアット色の強い設計コンセプトはそのまま維持された。
1967年のパリ・サロンで1100は発表・発売された。前輪駆動もハッチバックもそれ自体は初めて登場したものではなかったが、これらと四輪独立懸架、ラック&ピニオン式ステアリング、前輪ディスクブレーキなど、それぞれ時流に合ったメカニズムを要領良く組み合わせた製品はまだ少なく、操縦性・乗り心地・経済性が良好なこともあり、進歩的な小型大衆車として人気を集めた。フィアット自身が1969年に発表するフィアット・128と比較しても、ハッチバックボディによる多用途性においては1100の方が進んでおり、後年フォルクスワーゲンがゴルフⅠを開発する際にも、1100を大いに参考にしたと言われている。
エンジンはフランス課税馬力 5CV の1100 cc が中心で、当初は1118 cc 53馬力の「L」、56馬力の「GL」と「GLS」があった。ボディバリエーションは3ドアと5ドアのハッチバック（セダン）と、同じく3･5ドアのブレーク（ステーションワゴン）があった。ギアボックスは4速マニュアルと、電磁クラッチによる3速セミオートマチックが用意された。
1970年10月にはツインキャブレター（以下キャブと略） 1204 cc 75馬力のスポーティ版「1204」が英国向けに追加され、翌年からは1100全車種が、兄弟会社となった「クライスラー・UK」(旧ルーツ・グループ)の全英販売網でも売られることとなり、「GL」と「GLS」は59馬力に強化された。1972年にはトランク風のノッチがついていたバックドアの傾斜をなだらかなものとして荷室スペースを拡大、「1204」に代わりシングルキャブ 1294 cc 75馬力の1100「スペシアル」が登場した。
1974年のマイナーチェンジではダッシュボードの刷新、テールランプ大型化、フロントグリルのブラックアウト化などの変更が行われ、1294 cc ツインキャブ 82馬力でアルミホイールやフォグランプを装備した最上級の「1100 TI」も登場した。
商用車版は シムカ・VF2と呼ばれ、1973年にバンとピックアップトラックが登場し、セダンの消滅後も1985年まで生産された。

### 生産と輸出
1100はデビュー翌年の1968年には138,242台を生産、ピークの1973年には30万台近くを生産してフランスのベストセラーカーの一つとなった。ただ、車体の防錆性能の低さやタペット音の出やすいエンジンなどの問題点も指摘され、輸出先の欧州各国ではそれほど成功しなかった。クライスラー販売網を通じての米国輸出も安全・公害規制への対応が進まず、間もなく中止された。日本へも当時の総代理店・国際興業を通じて若干数が輸入されたが、対米輸出中止と同じ理由で1970年頃にはシムカ車自体の輸入が途絶えた。
1977年、後継車種としてオリゾンが登場すると1100の生産台数は142,000台に急落、翌1979年には72,695台となったが、廉価版としてバリエーションが整理された上で、1979年にはタルボ・シムカ・1100、1980年以降はタルボ・1100と名称を変え、フランス国内専用車種として、LSとGLSの2グレードに整理された上で1982年まで生産された。最後の2年間は20,000台以下の生産であったが、15年間の生産台数は累計2,167,129 台に達し、スペインやスウェーデンでも生産された。